# Doug Sweetland
Doug Sweetland é um cineasta e animador norte-americano. Como reconhecimento, foi nomeado ao Oscar 2009 na categoria de Melhor Curta-metragem de Animação por Presto.